# Багрянець

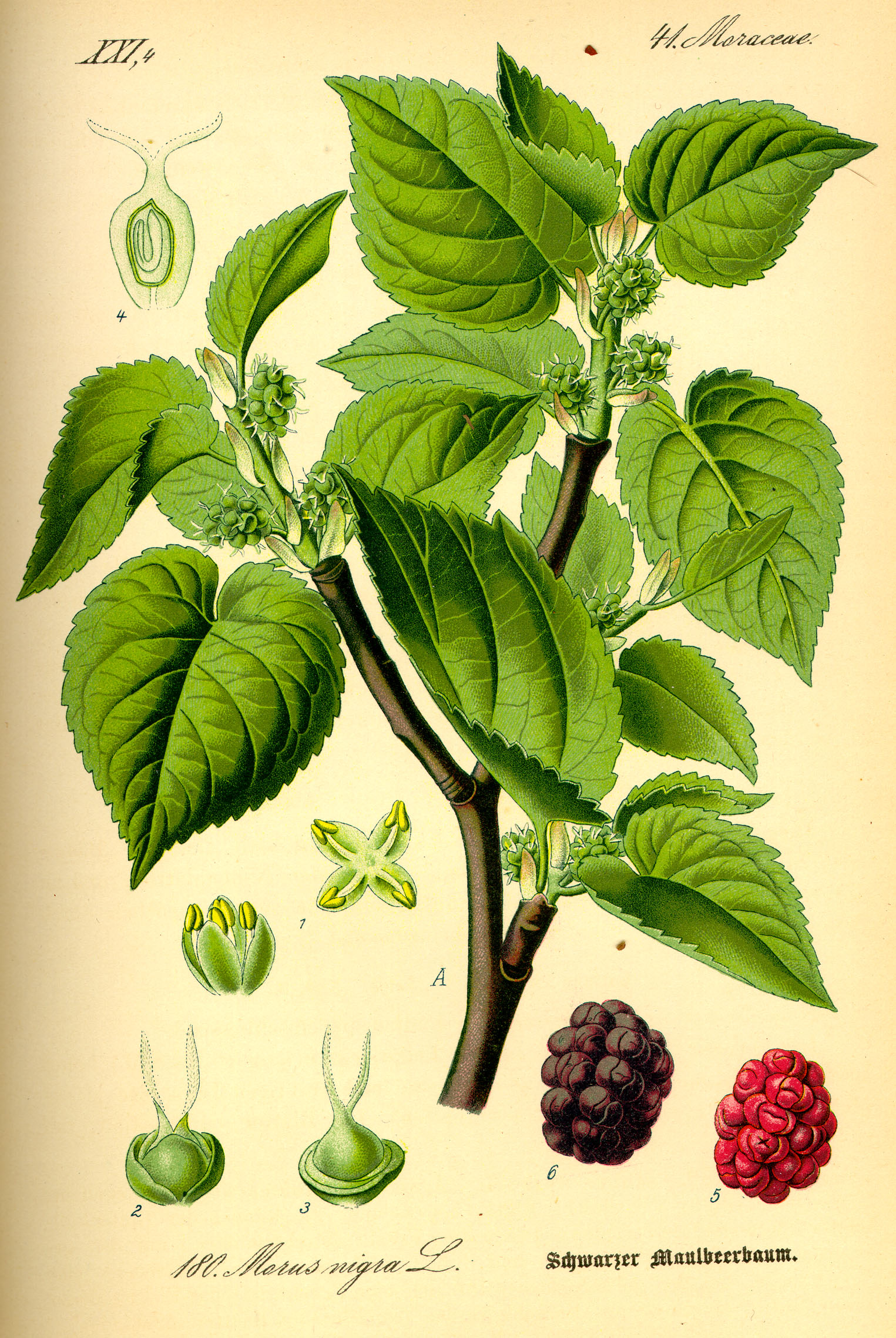
Назва геральдичного кольору багрянець (murrey) походить від назви шовковиці, яка є плодом дерева Morus nigra, червоно-фіолетовий колір якого багрянець спочатку представляв.

Багрянець, або кармазин — яскравий насичений відтінок червоного кольору.

## Геральдичне значення
Багряний є національним кольором Непалу.
У геральдиці під «багрянцем» також може розумітися близький до багряного «шовковичний» — брудний колір, тобто нестандартна тинктура темно-червонувато-фіолетового кольору. За зовнішнім виглядом вона наближається до геральдичної тинктури пурпуру, але відрізняється від неї. Відповідно до словників, «шовковичний» колір знаходиться між геральдичними тинктурами червіні, пурпуру, і насправді є досить близьким до темно-бордового кольору (марун); але деякі приклади, відзначені в Канаді та Шотландії, відображають його як червонувато-коричневий.
Кольори ліврей Йоркського дому в Англії в XV столітті були блакитними з багрянцем, як це зображено на щитах Сокола Плантагенетів і Білого Лева Мортимерів, які є двома Звірами Королеви.
В Україні та ряді інших країн (традиція започаткована Великою Британією) близький до багряного маруновий використовується як колір десантно-штурмових військ.

## Галерея

Геральдичне штрихування багрянцю
Герб Ізабелли Милберрі (позашлюбної дочки Едуарда IV) з використанням троянди і кольорів лівреї Йорків
Герб Вельзького університету
Нарукавний знак Десантно-штурмових військ Збройних сил України
Прапор Десантно-штурмових військ Збройних сил України
Герб 80-тої окремої десантно-штурмової бригади України
Герб 79-тої окремої десантно-штурмової бригади України
Герб 25-тої окремої повітрянодесантної бригади України
Герб 81-шої окремої аеромобільної бригади України
Герб 132-го окремого розвідувального батальйону України
Герб 23-го окремого танкового батальйону України